# John Buscema
John Buscema, geboren als Giovanni Natale Buscema (New York, 11 december 1927 - Brookhaven, 10 januari 2002), was een Amerikaans comictekenaar. Hij was actief van 1948 tot en met 2002 en werkte voornamelijk voor Marvel Comics. Buscema tekende onder andere meer dan 200 delen van Conan the Barbarian en Savage Sword of Conan, meer dan 80 van The Avengers, meer dan 80 van Thor en meer dan 60 van Fantastic Four.
Buscema werkte van 1948 tot het jaar dat hij overleed aan nummers van in totaal meer dan honderd verschillende series. Hij tekende ook voor titels van Marvels voorgangers Timely Comics en Atlas Comics en (enkele) van concurrent DC Comics. Hij werd in 2002 opgenomen in de Will Eisner Comic Book Hall of Fame. Buscema was de oudere broer van comictekenaar Sal Buscema.

## Carrière
Buscema werd geboren in New York als zoon van Italiaanse immigranten. Hij hield in zijn jeugd van zowel superhelden- als avonturenverhalen, zoals Tarzan, Prins Valiant en Flash Gordon. Hij probeerde in die tijd na te tekenen wat hij zelf las. Toen hij de kans kreeg ging hij tekenles volgen. Hij studeerde af aan de High School of Music and Art in New York en nam daarnaast bijlessen.
Buscema kreeg in 1948 een baan als editor bij Timely Comics, waar hij kwam te werken onder hoofdredacteur Stan Lee. Hier maakten een groep collega's en hij daar waar nodig verhalen binnen verschillende series. Deze speelden zich af in allerlei verschillende genres. De populariteit van comics was in die tijd tanende. Nadat hij jaren freelance werkte voor verschillende uitgevers, stapte Buscema daarom eind jaren 50 over naar de advertentiemarkt. Buscema keerde in 1966 - vlak na de oprichting van Marvel Comics - terug in de comicwereld. Hij kreeg vanaf dat moment regelmatig werk als tekenaar voor verschillende series en werd in 1967 de vaste tekenaar van The Avengers.
Naast tekenen gaf Buscema ook een tijd tekenles. Hij runde in de jaren 70 de John Buscema Art School, waarvoor hij studenten wierf in Marvel-titels. Nadat hij hiermee stopte, maakte hij samen met Stan lee het instructieboek How to Draw Comics the Marvel Way (1978).